# Jacques Oudin (homme politique)
Pour les articles homonymes, voir Jacques Oudin et Oudin.
Pour le biologiste, voir Jacques Oudin.
 (mars 2020).
Si vous disposez d'ouvrages ou d'articles de référence ou si vous connaissez des sites web de qualité traitant du thème abordé ici, merci de compléter l'article en donnant les références utiles à sa vérifiabilité et en les liant à la section « Notes et références ».
Jacques Oudin, né le 7 octobre 1939 à Tourane (Annam) et mort le 21 mars 2020 à Suresnes, est un homme politique français. Il est sénateur de la Vendée de 1986 à 2004.

## Biographie
Jacques Mirko Oudin est le fils de la journaliste ukrainienne Sophie Jablonska-Oudin.
Lauréat du Concours général en 1957, diplômé de HEC (1961), licencié en droit (1962) et diplômé de l'Institut d'études politiques de Paris (1963), ancien élève de l'ENA (Promotion Montesquieu), il intègre la Cour des comptes en 1966 comme auditeur.
Chargé de mission au Commissariat général du Plan en 1969, il entre au cabinet d'Olivier Guichard, ministre de l'Éducation nationale (1971-1972), puis ministre de l'Aménagement du territoire, de l'Équipement, du Logement et du Tourisme (1972-1974).
Il est ensuite nommé au ministère de l'Industrie, d'abord adjoint au directeur général de l'Industrie, chargé des questions économiques, financières et budgétaires (1974-1976), ensuite comme délégué à la petite et moyenne industrie auprès du directeur général de l'Industrie (1976-1979), enfin comme directeur de l'administration générale au ministère de l'Industrie (1979-1982). La victoire de la gauche le fait revenir à la Cour des comptes.
Élu conseiller général de la Vendée dans le canton de Noirmoutier-en-l'Île en 1976 et conseiller municipal de La Guérinière en 1977, il devient en 1982 vice-président du conseil général et président de la commission de la voirie.
Il est conseiller régional des Pays de la Loire de 1985 à 1986.
En 1986, il est élu sénateur de la Vendée, en étant candidat sur une liste dissidente qui empêche l'ancien ministre RPR, Vincent Ansquer d'être lui-même élu. Il est réélu en 1995, mais battu en 2004. Pendant ces deux mandats, il siège à la commission des Finances, du Contrôle budgétaire et des Comptes économiques de la Nation, dont il est secrétaire puis vice-président. En 1994, il est chargé d'une mission temporaire auprès du ministre de l'Intérieur et de l'Aménagement du territoire, portant sur la continuité territoriale et développement économique de la Corse. En 1996, le Premier ministre le charge d'une mission portant sur les conditions de développement des fondations démocratiques à vocation politique.
Membre du RPR puis de l'UMP, il est trésorier du RPR entre 1993 et 1995, ce qui lui vaut une mise en examen et un renvoi en correctionnelle dans l'affaire des emplois fictifs mettant en cause ce parti. Il bénéficie d'un non-lieu en 2003.
Après son échec aux élections sénatoriales de 2004, il réintègre la Cour des comptes en tant que conseiller référendaire de 1re classe. Il est promu conseiller maître en février 2005. Il exerce cette fonction à la 5e chambre, chargée du contrôle des ministères chargés de l'emploi, du travail, de la formation professionnelle, du logement et des affaires sociales, et du contrôle des organismes faisant appel à la générosité publique. Il est admis à faire valoir ses droits à la retraite à compter du 8 octobre 2008.
Il meurt le 21 mars 2020 à Paris, à l'âge de 80 ans, de la maladie à coronavirus 2019.

## Détail des mandats et fonctions

### Mandats électifs
- Conseiller général de la Vendée, élu dans le canton de Noirmoutier-en-l'Île (1976-2015).
- Conseiller municipal de La Guérinière (1977-2014).
- Vice-président du conseil général de la Vendée, à partir de 1986 ; président de la commission de la voirie.
- Sénateur de la Vendée (1986-2004).
- Président du district de l'île de Noirmoutier (1989-2001).

## Distinctions
- Chevalier de la Légion d'honneur.
- Officier de l'ordre national du Mérite (2009)[6].
- Chevalier de l'ordre du Mérite agricole.
- Chevalier de l'ordre des Palmes académiques.